# 500-km-Rennen von Le Castellet 1977

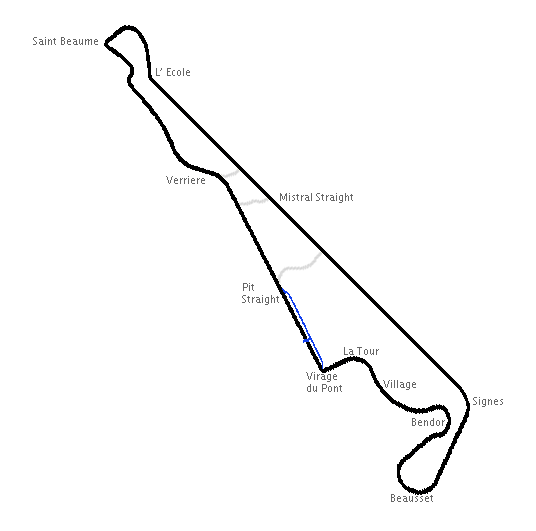
Streckenlayout 1977

Das 500-km-Rennen von Le Castellet 1977, auch 500 km Paul Ricard, Le Castellet, fand am 24. Juli auf dem Circuit Paul Ricard statt und war der elfte Wertungslauf der Sportwagen-Weltmeisterschaft dieses Jahres.

## Das Rennen
Beim Rennen der Gruppe-6-Rennwagen in Le Castellet konnte Alfa Romeo einen weiteren Gesamtsieg zu den bisherigen Erfolgen hinzufügen. Arturo Merzario und Jean-Pierre Jarier gewannen mit zwei Runden Vorsprung auf Jörg Obermoser und Pierre-François Rousselot im TOJ SC302. Chancenlos waren die beiden Gruppe-5-Wagen, die abgeschlagen den achten und zehnten Gesamtrang erreichten. Der Rückstand des achtplatzierten Porsche 935 von Martino Finotto und Romeo Camathias betrug bereits zehn Runden. 

## Ergebnisse

### Schlussklassement
| 1                  | S 3.0 | 1   | Autodelta SpA        | Arturo Merzario Jean-Pierre Jarier             | Alfa Romeo T33/SC/12 | 150 |
| 2                  | S 3.0 | 3   | Jörg Obermoser       | Jörg Obermoser Pierre-François Rousselot       | TOJ SC302            | 148 |
| 3                  | S 2.0 | 28  |                      | Jean-Pierre Jaussaud Jacques Henry             | Chevron B31          | 145 |
| 4                  | S 2.0 | 11  | Mogil Motors         | Tony Charnell Robin Smith                      | Chevron B31          | 144 |
| 5                  | S 2.0 | 37  | Francy Racing        | Eugen Strähl Peter Bernhard                    | Sauber C5            | 142 |
| 6                  | S 2.0 | 23  |                      | Georges Morand Christian Blanc Fréderic Alliot | Lola T296            | 141 |
| 7                  | S 2.0 | 17  |                      | Danilo Tesini Ermanno Pettiti                  | Osella PA5           | 140 |
| 8                  | Gr. 5 | 80  | Jolly Club           | Martino Finotto Romeo Camathias                | Porsche 935          | 140 |
| 9                  | S 2.0 | 18  |                      | Franco Milano Luigi Pozzo                      | Osella PA4           | 140 |
| 10                 | Gr. 5 | 42  |                      | Claude Haldi Laurent Ferrier                   | Porsche 934          | 137 |
| 11                 | S 2.0 | 15  |                      | Bob Marsland Ian Bracey                        | Chevron B36          | 137 |
| 12                 | S 2.0 | 19  |                      | Marco Onori Maurizio Orsi                      | Osella PA5           | 137 |
| 13                 | GT    | 40  | Kurt Simonsen        | Kurt Simonsen Kenneth Leim                     | Porsche Carrera RSR  | 133 |
| 14                 | GT    | 46  | Jolly Club           | Giampiero Moretti Giorgio Schön                | Porsche 934          | 128 |
| 15                 | GT    | 47  | Hubert Striebig      | Anne-Charlotte Verney Hubert Striebig          | Porsche Carrera RSR  | 110 |
| Disqualifiziert    |       |     |                      |                                                |                      |     |
| 16                 | S 2.0 | 20  |                      | Eric Vuagnat Daniel Brillat                    | Cheetah G601         | 45  |
| Ausgefallen        |       |     |                      |                                                |                      |     |
| 17                 | S 2.0 | 21  |                      | Silvio Vaglio Rolando Vaglio                   | Osella PA1           | 132 |
| 18                 | S 3.0 | 7   | Karl-Adolf Kneip     | Kurt Hild Freddy Link                          | KMW SP30             | 124 |
| 19                 | S 3.0 | 2   | Autodelta SpA        | Vittorio Brambilla                             | Alfa Romeo T33/SC/12 | 119 |
| 20                 | S 2.0 | 27  |                      | Albert Dufréne François Sérvanin               | Chevron B31          | 110 |
| 21                 | S 2.0 | 29  | Jean-Marie Lemerle   | Jean-Marie Lemerle Alain Levié                 | Lola T294            | 109 |
| 22                 | S 2.0 | 16  | John Morrison        | John Morrison Richard Jenvey                   | Vogue SP2            | 107 |
| 23                 | S 2.0 | 33  |                      | Mario Luini Michel Gueissaz Sandro Plastina    | Cheetah G501         | 86  |
| 24                 | S 2.0 | 10  | Ultramar Racing Lola | Ray Mallock Jean-Pierre Wielemans              | Lola T296            | 75  |
| 25                 | S 2.0 | 34T | Osella Squadra Corse | Dieter Quester Duilio Truffo                   | Osella PA5           | 67  |
| 26                 | S 3.0 | 4   | Jörg Obermoser       | Leopold von Bayern Klaus Walz                  | TOJ SC302            | 51  |
| 27                 | S 2.0 | 26  |                      | Michel Pignard Michel Dubois Jean-Louis Bos    | Chevron B31          | 22  |
| 28                 | S 2.0 | 25  |                      | Max Cohen-Olivar Patrick Daire                 | Lola T294            | 12  |
| 29                 | S 2.0 | 24  |                      | Eugenio Renna Pasquale Anastasio               | Osella PA5           | 11  |
| Nicht gestartet    |       |     |                      |                                                |                      |     |
| 30                 | S 2.0 | 30  |                      | Hervé Bayard Pascal Foix                       | Lola T296            | 1   |
| 31                 | S 2.0 | 34  | Osella Squadra Corse | Dieter Quester                                 | Osella PA5           | 2   |
| Nicht qualifiziert |       |     |                      |                                                |                      |     |
| 32                 | GT    | 48  | Thierry Perrier      | Thierry Perrier                                | Porsche 911S         | 3   |
| 33                 | GT    | 49  |                      | Guido Agazzotti Cavazza Dino Mallet            | Porsche 934          | 4   |

1 nicht gestartet
2 Unfall im Training 
3 nicht qualifiziert
4 nicht qualifiziert

### Nur in der Meldeliste
Hier finden sich Teams, Fahrer und Fahrzeuge, die ursprünglich für das Rennen gemeldet waren, aber nicht daran teilnahmen.
| Pos. | Klasse | Nr. | Team          | Fahrer                              | Chassis             |
| ---- | ------ | --- | ------------- | ----------------------------------- | ------------------- |
| 34   | S 3.0  | 5   |               | Martin Raymond Rolf Götz            | Chevron B31         |
| 35   | S 3.0  | 5   |               | Richard Bond Simon Phillips         | Lola T380           |
| 36   | S 3.0  | 8   |               | Bruno Ottomano Paolo Gargano        | Alfa Romeo T33/TT/3 |
| 37   | S 2.0  | 12  | Dorset Racing | Martin Birrane Ian Harrower         | Lola T294S          |
| 38   | S 2.0  | 14  | Dorset Racing | Skeeter McKitterick Ernst Berg      | Lola T294S          |
| 39   | S 2.0  | 14  | Dorset Racing | Skeeter McKitterick Ernst Berg      | Lola T294S          |
| 40   | S 2.0  | 31  |               | Giorgio Schön                       | Osella PA5          |
| 41   | S 2.0  | 32  |               | Ruggero Parpinelli Anna Cambiaghi   | Osella PA5          |
| 42   | S 2.0  | 35  |               | Rodolfo Cescato Herbert Müller      | Chevron B21/23      |
| 43   | S 2.0  | 38  |               | Bruno Rebai                         | Lola                |
| 44   | GT     | 41  |               | Jacques Guérin Jean-Pierre Delaunay | Porsche Carrera     |
| 45   | Gr. 5  | 43  |               | Sepp Manhalter                      | BMW 3.5 CSL         |
| 46   | Gr. 5  | 44  |               | Hubert Striebig                     | Porsche Carrera     |

### Klassensieger
| Klasse | Fahrer               | Fahrer             | Fahrzeug             | Platzierung im Gesamtklassement |
| ------ | -------------------- | ------------------ | -------------------- | ------------------------------- |
| S 3.0  | Arturo Merzario      | Jean-Pierre Jarier | Alfa Romeo T33/SC/12 | Gesamtsieg                      |
| S 2.0  | Jean-Pierre Jaussaud | Jacques Henry      | Chevron B31          | Rang 3                          |
| Gr. 5  | Martino Finotto      | Romeo Camathias    | Porsche 935          | Rang 8                          |
| GT     | Kurt Simonsen        | Kenneth Leim       | Porsche Carrera RSR  | Rang 13                         |

### Renndaten
- Gemeldet: 46
- Gestartet: 29
- Gewertet: 15
- Rennklassen: 4
- Zuschauer: 2000
- Wetter am Renntag: heiß und trocken
- Streckenlänge: 3,263 km
- Fahrzeit des Siegerteams: 3:23:14,900 Stunden
- Gesamtrunden des Siegerteams: 150
- Gesamtdistanz des Siegerteams: 489,450 km
- Siegerschnitt: 144,488 km/h
- Pole Position: Vittorio Brambilla – Alfa Romeo T33/SC/12 (#2) – 1:15,500 = 155,587 km/h
- Schnellste Rennrunde: Vittorio Brambilla – Alfa Romeo T33/SC/12 (#2) – 1:17,300 = 151,964 km/h
- Rennserie: 11. Lauf zur Sportwagen-Weltmeisterschaft 1977